# Propositiones ad acuendos iuvenes cum solutionibus
Propositiones ad acuendos iuvenes cum solutionibus è un manoscritto in lingua latina. L’opera risulta essere uno tra i più antichi manoscritti in materia di matematica ricreativa. A lungo fu proprio questa la forma più consueta per la trasmissione del sapere fino a quando, a partire dalla Grecia classica, avvenne la trasformazione della matematica da scienza della risoluzione dei problemi (soprattutto a carattere pratico) a scienza della dimostrazione ipotetico-deduttiva, portando ad un cambiamento sia nella forma che nei contenuti. Accanto alla matematica “dotta” continua a diffondersene una “popolare” o “pratica”, di cui la forma di espressione principale rimane sempre la raccolta di problemi.
Le Propositiones pur appartenendo all’area della matematica pratica si inseriscono nella tradizione della matematica ricreativa ed sono all’origine della rinascita di questa disciplina. In questo campo esistono molte collezioni fin dai tempi più antichi, ma questa essere la prima volta che tali problemi siano raccolti con l’intento di rendere più acuta la mente dei giovani.

## Problemi di attribuzione
Si trova anonima e spesso mescolata ad altri enigmi nei manoscritti, oltre che con i problemi in numero e sequenza diversa (aspetto che vale anche per le relative soluzioni, che possono addirittura non essere presenti).
L’autenticità dell’opera rimane ancora non totalmente verificata, essendo presente anche l’ipotesi che non sia stato Alcuino stesso a comporre le propositiones nell’ambito della corte franca, ma li abbia solo recuperati e trasmessi a Carlo Magno. A problemi molto ben organizzati e complessi se ne affiancano altri di natura ben diversa e lo scopo di natura prettamente didattica (che sembra evidenziato anche dalla ripetizione della stessa tipologia di problema) sembra contrastato da due elementi: per la risoluzione dei problemi geometrici l’uso dei metodi degli agrimensori romani che spesso potevano risultare scorretti e in generale la mancanza di soluzioni che possa permettere allo studente di apprendere un metodo da poter applicare (si potrebbe pensare siano perse nella trascrizione manoscritta, ma è improbabile ciò avvenga per quasi il totale dei quesiti). Questa mancanza di omogeneità farebbe ipotizzare l’esclusione di un compositore, ma piuttosto di un compilatore che assembla elementi di vario tipo. Un altro elemento portato a favore della tesi per cui un esegeta dedicato come Alcuino non posso esserne l’autore è la mancanza di qualsiasi riferimento ad un possibile significato biblico dei numeri utilizzati nelle domande e nelle risposte, così come la mancanza di ogni ammonizione patristica riguardo al pericolo dell’approfondimento scientifico a fini indipendenti.
In ogni caso la diffusione dello scritto fu particolarmente importante tra il X e l’XI sec., in particolare nel nord-est della Francia e nel sud-ovest della Germania. L’alto numero di copie che tutt’oggi permangono ne testimonia la diffusione, ma anche l’importanza data dal fatto che divennero modelli per le successive compilazioni (fino al XV sec.).

## Possibili influenze
Viene scritta nel 799 e comprende 53 problemi (propositiones) di algebra, geometria ed enigmi estranei alla matematica, seguiti dalle loro soluzioni. La maggior parte di questi ha radici nella tradizione romanza e dall’influenza greco-bizantina e araba, invece altri sono pienamente originali.
Alcune raccolte che contengono problemi analoghi, da cui l’autore può essere stato influenzato o che semplicemente testimoniano come alcune questioni tecniche e risolutive fossero antiche e diffuse:
- Papiro Rhind I problemi qua inseriti riguardano in particolare questioni pratiche di divisioni di vettovaglie in parti uguali o proporzionali, trasformazioni di grano e orzo in pane e birra, mentre altri hanno carattere più astratto e per la loro risoluzione sono riconducibili al metodo che successivamente viene denominato di falsa posizione. Vengono indicati come i “problemi del mucchio”, a partire dal termine egiziano aha che significa cumulo, mucchio e con il quale si indica la quantità da determinare. Il problema 79 ha una particolare importanza perché considerato il primo problema di matematica ricreativa che ci è pervenuto.
- Nove capitoli sull’arte matematica È il più importante tra tutti i testi matematici cinesi antichi (forse risalente al II sec. a.C.) e ha avuto un’influenza molto grande sulla cultura orientale. L’opera, divisa in nove parti, tratta sia di questioni aritmetiche e geometriche e non tratta solo della risoluzione di problemi, ma si serve anche dell’enunciazione di regole. Tra i problemi presenti, vi sono quelli detti “di inseguimento” e corrispondono ai più antichi del genere attualmente noti.
- Il manuale di matematica del Maestro Sun e Il manuale di matematica di Zhang Qiuijan Risalenti al IV e al V sec. e considerati come versioni semplificate dei Nove capitoli sull’arte matematica
- Antologia Greca o Palatina I problemi di matematica ricreativa sono generalmente presentati nei testi di aritmetica pratica, ma purtroppo la civiltà greca classica non ha tramandato nessun testo di questo genere. Tale antologia, composta da 3700 epigrammi greci divisi per argomento in quindici libri, può essere utile per i contenuti proposti nel quattordicesimo, intitolato Epigrammi aritmetici e indovinelli (in cui molti problemi compaiono sotto il nome di Metrodoro, ma verosimilmente egli è solo colui che li ha raccolti)

Al di là della mancanza di certezza del fatto che Alcuino possa realmente aver avuto accesso a queste fonti nell’opera compaiono ben 23 problemi completamente nuovi o almeno nuovi per l’Europa, proporzione altissima sul totale (nelle tipiche raccolte di rompicapi si riusciva raramente a raggiungere il 20% di novità).
Va comunque notato che il fatto che siano nuovi non corrisponde all’autorialità di Alcuino su di essi, sicuramente ha avuto accesso a materiale scritto che non ci è pervenuto e alla tradizione orale (è in ogni caso presente il merito di aver collezionato una serie di questioni piena di esempi significativi).

## Contenuti
I problemi presenti nelle Propositiones possono essere raggruppati in base alla loro affinità di risoluzione:
- Problemi di aritmetica elementare Sono i problemi 1, 8, 13, 41, 46, 49, 50. Si tratta di quesiti per la cui risoluzione è necessario eseguire operazioni aritmetiche, in particolare moltiplicazioni o divisioni (calcoli non facili per l’esecuzione con l’abaco)
- Problemi del mucchio Sono i problemi 2, 3, 4, 7, 36, 37, 40, 44, 45, 48. Alcuni trattano della determinazione di un certo numero di animali o persone (detti problemi di saluto, perché prendono avvio da un soggetto che incontra gli altri per la via e li saluta), altri riguardano il calcolo dell’età. Richiedono la risoluzione di equazioni lineari e venivano risolti con il metodo di falsa posizione.
- Problemi di dare ed avere Ne fa parte solo il problema 16 e richiede che siano verificate contemporaneamente due equazioni. Quella di Alcuino è la prima formulazione europea di problemi di tal genere e ne propone una soluzione non corretta (soluzioni corrette vengono proposte nel Liber abaci di Leonardo da Pisa)
- Problemi dei “cento uccelli” e di “suddivisione di vettovaglie” I primi corrispondono ai problemi 5, 38, 39 e i secondi ai 32, 33, 33A, 34. Nel primo caso, di cui la formulazione di Alcuino è la prima versione europea oggi nota, si tratta di comperare cento animali di tre specie diverse con cento denari (nei primi esempi noti, apparsi in Cina nel V sec., gli animali da acquistare erano uccelli, da qua la denominazione); nel secondo si tratta invece di distribuzione delle vettovagli fra varie categorie di persone, a ciascuna delle quali è destinata una razione diversa. Richiede la risoluzione di due equazioni lineari di cui si cercano le soluzioni intere ed essendo il problema indeterminato spesso il quesito ammette più di una soluzione (il testo ne fornisce sempre e solo una però).
- Problemi di inseguimento Ne fa parte solo il problema 26 e tale genere prevede di calcolare quanto tempo impiegherà un animale o un uomo o un veicolo più lento che ne sta inseguendo uno più veloce. Anche in questo caso la formulazione di Alcuino costituisce la prima ad essere conosciuta oggi in ambito europeo.
- Problemi di testamento Ne fa parte solo il problema 35 e tale genere prevede la divisione dell’eredità tra la moglie e i futuri nascituri, essendo morto il marito e avendo lasciato prescrizioni in proposito (in questo caso i figli sono una coppia di gemelli dei due sessi, ma successivamente questo tipo di problemi si complicò sempre di più aumentando il numero di figli).
- Problemi di acquisto e vendita allo stesso prezzo guadagnandoci Ne fa parte il problema 6, che riguarda il commercio di porci (in tempi successivi fu riformulato con l’utilizzo di altre merci, in particolare mele) ed è il primo di questo genere oggi noto.
- Problemi di suddivisione di liquidi e ampolle Sono i problemi 12 e 51 e richiedono di suddividere recipienti contenenti diverse quantità di liquido fra un certo numero di persone in modo che a tutti tocchino parti uguali sia di liquido che di recipienti. Come già per la precedente categoria di problemi, anche questa fa la sua prima comparsa in Alcuino.
- Problemi la cui risoluzione non richiede strumenti matematici Sono i problemi 11, 11A, 11B, 14, 15, 17-20 (di tutti è la prima versione scritta oggi conosciuta). I primi tre sono relativi a strane parentele, i due successivi sono indovinelli scherzosi e gli ultimi quattro sono i cosiddetti problemi di attraversamento.
- Problemi di geometria Sono i problemi 9, 10, 20, 21-25, 28-31. Appartengono all’ambito della geometria pratica (non fanno parte invece della categoria di quesiti geometrici che afferiscono alla matematica ricreativa) e sono relativi al calcolo di figure piani semplici, suddivisione di rettangoli in rettangoli di dimensioni più piccole o inserzione di rettangoli in trapezi, triangoli e cerchi.

Il più celebre dei problemi discussi da Alcuino è esposto nella Propositio 18, in cui si chiede come trasportare al di là della riva di un fiume un lupo, una capra e un cavolo senza danno:
(Alcuino di York, Propositiones ad acuendos juvenes, prop. 18.)